# 前橋市立第六中学校
前橋市立第六中学校（まえばししりつ だいろくちゅうがっこう）は、群馬県前橋市総社町総社にある公立中学校。

## 所在地
- 群馬県前橋市総社町総社1625番地1

## 教育信条
「文武両道」

## 沿革
- 1961年（昭和36年） - 開校[1]
- 2004年（平成16年） - 新校舎完成
- 2014年（平成26年） -ユネスコスクールに加盟

## 学区
- 総社町総社の一部[2]
- 総社町植野
- 総社町高井
- 総社町桜が丘
- 総社町一丁目、二丁目、三丁目、四丁目
- 高井町一丁目
- 大渡町一丁目、二丁目
- 池端町
- 上青梨子町
- 青梨子町
- 清野町

## 周辺主要施設
- 総社古墳群
- 山王廃寺